# علي يعقوب جبريل
علي يعقوب جبريل (1 يناير 1964 - 14 يونيو 2024) هو قائد عسكري سوداني في قوَّات الدعم السريع، متَّهم بقيادة عمليات عسكرية سبَّبَت انتهاكاتٍ واسعةً لحقوق الإنسان في دارفور. بدأ مسيرته زعيمًا لمليشيا قبلية في ولاية وسط دارفور، حيث وُجهت إليه اتهامات بارتكاب جرائم بحق جماعة عِرقية. انضم فيما بعدُ إلى قوَّات الدعم السريع وتولَّى قيادة القطاع في وسط دارفور.

## العمليات العسكرية
لعب جبريل دورًا رئيسيًا في العمليات العسكرية لقوات الدعم السريع في دارفور، وتمكن من بسط سيطرته على ولاية وسط دارفور وطرد الجيش السوداني من قيادة الفرقة 21 مشاة. في الآونة الأخيرة، كان جزءًا من التحركات العسكرية التي تستهدف مدينة الفاشر، عاصمة ولاية شمال دارفور، مما أدى إلى سقوط عشرات الضحايا المدنيين وتفاقم الأزمة الإنسانية في المنطقة.

## العقوبات الأمريكية
في مايو 2024، فرضت الولايات المتحدة عقوبات على علي يعقوب جبريل وأحد قادة الدعم السريع الآخرين، عثمان محمد حامد، لدورهما في تأجيج الصراع وزيادة العنف في دارفور. تشمل العقوبات تجميد أصولهم في الولايات المتحدة وحظر التعاملات المالية معهم.